# Hôtel de ville du Kremlin-Bicêtre
L'hôtel de ville du Kremlin-Bicêtre est le principal bâtiment administratif de la commune du Kremlin-Bicêtre dans le Val-de-Marne, en France.

## Histoire

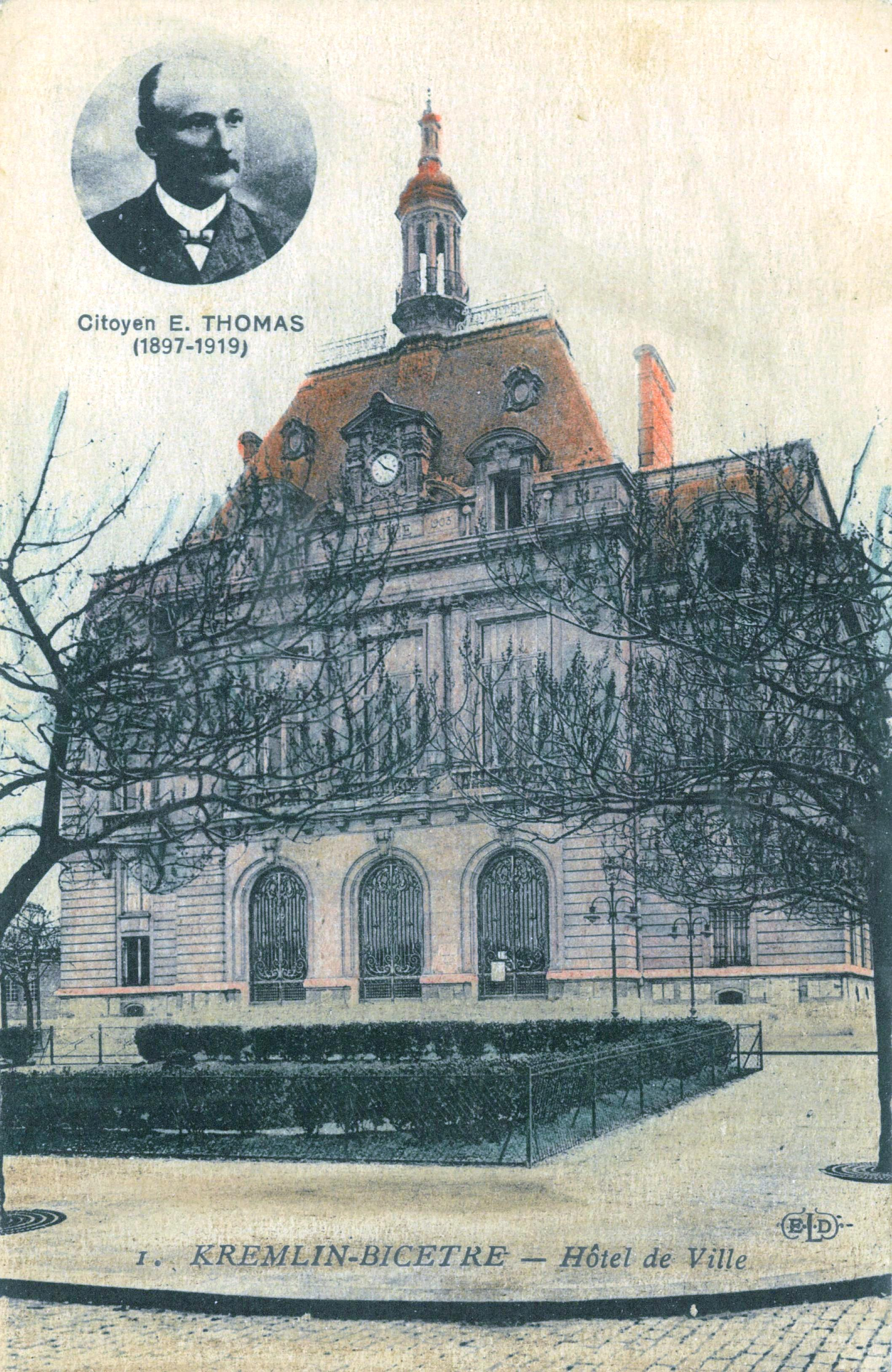
Eugène Thomas - mairie du Kremlin-Bicêtre

## Description

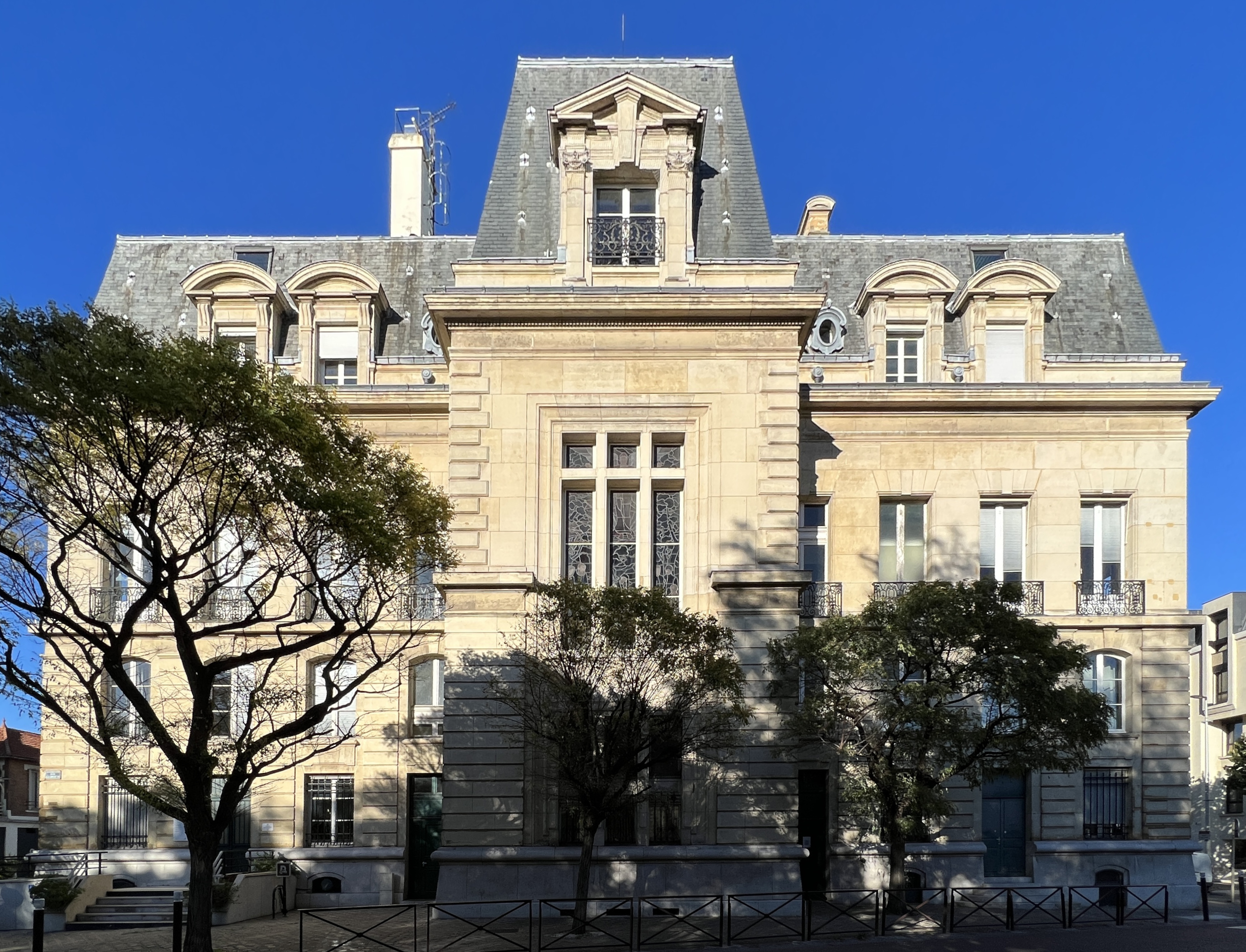
Façade sud de l'édifice.

Ce monument a été construit par l'architecte Henri Rebersat assisté par le sculpteur Forest. Il accueille un monument aux morts de la guerre de 1914-1918 créé en 1920 par le maître verrier Charles Champigneulle,.